# Mistrovství Evropy v judu 1970
Mistrovství Evropy v judu 1970 se konalo v Berlíně, Východní Německo 22.-23. května 1970.

## Výsledky
| Kategorie | Zlato                       | Stříbro                | Bronz                    | Bronz                        |
| --------- | --------------------------- | ---------------------- | ------------------------ | ---------------------------- |
| -63 kg    | Jean-Jacques Mounier (FRA)  | Sergej Suslin (URS)RUS | Dieter Scholz (GDR)      | Karl-Heinz Werner (GDR)      |
| -70 kg    | Rudolf Hendel (GDR)         | Dietmar Hötger (GDR)   | Engelbert Dörbandt (FRG) | Edward Mullen (GBR)          |
| -80 kg    | Brian Jacks (GBR)           | Martin Poglajen (NED)  | Horst Leupold (GDR)      | Otto Smirat (GDR)            |
| -93 kg    | Vladimir Pokatajev (URS)RUS | Uwe Stock (GDR)        | Pierre Albertini (FRA)   | Jevgenij Soloduchin (URS)RUS |
| +93 kg    | Klaus Glahn (FRG)           | Wim Ruska (NED)        | Dirk Eveleens (NED)      | Heinz Schulze (GDR)          |